# Edmund Goodwyn
Edmund Goodwyn, né à Framlingham en 1756 où il est mort en 1829, est un physiologiste britannique.
Il est un des pionniers des recherches sur le réflexe d'immersion chez les mammifères. Il a avancé les premiers arguments importants en faveur de la ventilation artificielle pour le traitement de l'asphyxie par rapport aux mesures de réanimation alternatives de l'époque, comme la chaleur et l'exsanguination. De plus, il a été le premier à réfuter les affirmations selon lesquelles la circulation pulmonaire s'arrête pendant l'expiration.

## Biographie
Baptisé à Framlingham le 2 décembre 1756, quelques mois seulement avant la mort de son jeune père, il commence sa carrière médicale en complétant un apprentissage de six ans avec John Page (1730–1794), un chirurgien de la ville voisine de Woodbridge. Entre 1779 et 1786, il est étudiant en médecine à l'Université d'Édimbourg où il se lie d'amitié avec Thomas Beddoes, un étudiant en médecine qui dédira à Goodwyn son livre sur les travaux de John Mayow sur l'air et la respiration. Goodwyn dédiera son propre travail sur les aspects physiologiques de la noyade à son ami Johannes Theodorus Van der Kemp qui, malheureusement, perdra plus tard sa femme et sa fille dans une noyade lorsque leur bateau chavirera durant un orage. Goodwyn a également dédié la traduction anglaise de sa thèse à John Page.
Il exerce la médecine à Londres et effectue ainsi des recherches sur la respiration. Ses travaux inspirent Jules Verne qui le cite sous le nom de « Godwin » dans le chapitre IV de son roman Le Docteur Ox.

## Publications
- 1786 : Dissertatio Medica de morte Sub-mersorum
- 1788 : The Connexion of life with respiration